# Transparent (Magazin)
Transparent – Magazin für Fußball & Fankultur war ein Magazin für Fußball- und Fankultur. Das Magazin erschien erstmals im April 2012. Die Erscheinungsweise lag bei viermal jährlich. Im September 2017 wurde bekannt gegeben, dass das Magazin mit der Ausgabe 22 eingestellt wird.

## Philosophie und Inhalt
Im Fokus des Transparent Magazins stehen vor allem die gesellschaftlich relevanten Themen um Fußball und Fankultur. Die oft mit mehreren Beiträgen dargestellten Themen werden dabei in jeder Ausgabe von Rubriken wie einer Stadionfotostrecke, einem Auslandsteil, der Rubrik "Unterwegs in...", einer Kolumne von verbrochenes.net sowie einem Rezensionsteil ergänzt.
Neben der Printausgabe werden auch Beiträge auf der Webseite veröffentlicht.

## Kritiken
die tageszeitung schrieb: "Neben der Themenauswahl gehört das angenehme, sehr gute Layout, die Gewichtung der Themen und die gute Fotoauswahl zu den Stärken des Heftes."
Der Blog altravita.com urteilte: „Das Projekt kommt professionell daher und widmet sich einem relativ breiten Themenkreis rund um Fankultur und deren gesellschaftspolitische Aspekte“.
Christoph Ruf widmete dem Magazin in seinem Buch "Kurvenrebellen" ein eigenes Kapitel mit der Überschrift "Einfach guter Journalismus".

## Vertrieb
Vertrieben wird das Magazin im Bahnhofsbuchhandel, in Buchhandlungen, von Fangruppen sowie auf der Internetseite. Den Vertrieb der Abonnements verwaltet der Carnivora Verlagsservice.

## Vergleichbare Magazine
In vergleichbarer Art und Weise berichten 11 Freunde, Der tödliche Pass, ballesterer und Zwölf über Fußball- und Fankultur.